# Лэндон, Летиция
Летиция Элизабет Лэндон, известная также как L.E.L. (англ. Letitia Elizabeth Landon; 14 августа 1802, Лондон, Англия — 15 октября 1838, Кейп-Кост, Гана) — английская писательница и поэтесса. Опубликовала девять поэтических сборников и четыре романа. Умерла в Африке при невыясненных обстоятельствах. Загадочная смерть способствовала последующей романтизации образа поэтессы.

## Биография и творчество
Летиция Лэндон родилась 14 августа 1802 года в Лондоне, в Челси. Она была старшим ребёнком Кэтрин Джейн Бишоп и Джона Лэндона. Летиция посещала школу для девочек Фрэнсис Арабеллы Роуден, в которой также учились Каролина Лэм и Мэри Рассел Митфорд. Когда ей было семь лет, семья переехала из Челси в Ист-Барнет. Отныне с Летицией занималась её двоюродная сестра, которая обучала её истории, географии и литературе. Кроме того, она брала уроки музыки и французского языка. Она много читала (любимыми её книгами были романы Вальтера Скотта и «Одиссея» Гомера) и рано начала писать.
Литературный дебют Летиции пришёлся на время, когда поэзия пользовалась большой популярностью и поэтессы-женщины были в моде. В 1814 году её мать показала произведения дочери Уильяму Джердану, редактору Literary Gazette, и вскоре одно из них было опубликовано за подписью L. Впоследствии Лэндон регулярно публиковала в этой газете свои стихи, а в 1820 году составила стихотворный сборник «The Fate of Adelaide». Сара Сиддонс, которая была дружна с бабушкой Летиции, помогла с публикацией, и в 1821 году сборник вышел в свет. В том же году Летиция опубликовала в Literary Gazette свой цикл «Poetical Sketches» под инициалами L.E.L. Он имел огромный успех; читатели гадали о том, кто скрывается за таинственными инициалами. В 1824 году цикл был опубликован в составе книги, под названием «The Improvisatrice; and Other Poems», и спрос на неё был настолько велик, что в течение одного года книга переиздавалась шесть раз и принесла автору немалый доход. В 1825 году, на пике популярности, Лэндон опубликовала ещё один сборник, «The Troubadour. Catalogue of pictures and historical sketches», а в 1826 — «The Golden Violet with its tales of Romance and Chivalry». В большинстве её стихотворений присутствовал экзотический антураж; кроме того, они изобиловали историческими и мифологическими персонажами. Оба сборника пользовались спросом и хорошо продавались, однако критики заметили, что поэзия L.E.L. чересчур однообразна. Поэтесса приняла во внимание критику: стихотворения следующего сборника, «The Venetian Bracelet, The Lost Pleiad, A History of the Lyre and other poems» (1829), отличаются большей психологической глубиной и драматизмом.

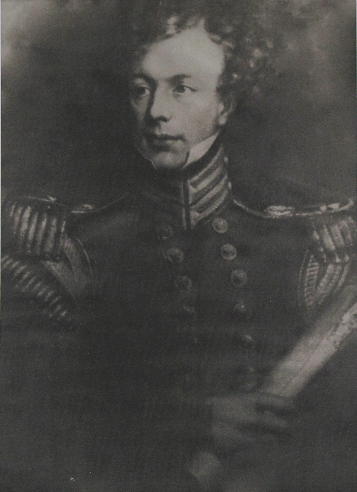
Джордж Маклин, муж Летиции Лэндон

После смерти отца Летиции семья зависела исключительно от её литературного заработка, и поэтесса много писала, как стихи, так и критические рецензии. В 1831 году она опубликовала свой первый роман, «Romance and Reality». В 1834 году вышел роман «Francesca Carrara», заслуживший хвалебные отзывы критиков. В том же году Лэндон побывала в Париже. Вернувшись в Лондон, она увидела картину Дэниела Маклиса «Vow of the Peacock», которая вдохновила её на стихотворение с тем же названием. В следующем году вышел её сборник «The Vow of the Peacock and other poems» с гравюрой на фронтисписе, сделанной по портрету, который Маклис написал с Летиции. Впервые читатели L.E.L. увидели её лицо. В 1836 году Лэндон опубликовала сборник рассказов для детей «Traits and Trials of Early Life», а в 1837 году — роман о любви «Ethel Churchill; or, The Two Brides». Кроме того, она продолжала печататься во всевозможных журналах, газетах и альманахах.
В 1836 году Летиция Лэндон познакомилась с Джорджем Маклином, губернатором Золотого берега (ныне территория Ганы). Ходили слухи, будто в Африке у него есть жена из местного населения, однако Маклин их отрицал. В 1838 году Летиция вышла за Маклина замуж и последовала за ним в Африку. В письмах брату она писала, что счастлива, всем довольна и работает над циклом эссе о персонажах Вальтера Скотта. Однако через два месяца после её прибытия в Африку, 15 октября 1838 года, слуга обнаружил Летицию мёртвой с флаконом синильной кислоты в руке. Следствие решило, что она умерла от отравления, однако вскрытие произведено не было. Впоследствии многие сомневались, что Летиция совершила самоубийство, поскольку ничто в её письмах не свидетельствовало о подавленном настроении. Выдвигалось предположение, что её могла убить местная сожительница Маклина, тем более что на щеках и на руках умершей были обнаружены синяки. Подозревалось также, что убийцей мог быть муж Летиции. Сам Маклин утверждал, что его жена по ошибке приняла слишком большую дозу успокоительного. Тайна смерти Летиции Лэндон так и осталась неразгаданной.